# Russinho
Moacyr Siqueira de Queiroz, meglio conosciuto come Russinho (Rio de Janeiro, 18 dicembre 1902 – Rio de Janeiro, 14 agosto 1992), è stato un calciatore brasiliano, di ruolo attaccante.

## Carriera
Russinho giocò per l'Andarahy, il Vasco da Gama e il Botafogo dove chiuse la sua carriera.
Con la Nazionale brasiliana disputò il Mondiale 1930.

## Palmarès

### Club

#### Competizioni nazionali
- Campionato Carioca: 4

Vasco da Gama: 1924, 1929, 1934
Botafogo: 1935

### Individuale
- Capocannoniere del Campionato Carioca: 3

1924 (14 gol), 1929 (23 gol), 1931 (17 gol)